# Desert de Danakil
El desert de Danakil és un desert d'Àfrica conegut per la seva calor extrema i inhospitalitat que està situat en la Banya d'Àfrica, a la depressió d'Àfar, molt prop de la mar Roja. Administrativament, ocupa part del nord-est d'Etiòpia, del sud d'Eritrea i gran part de Djibouti. És la pàtria del poble àfar, que són coneguts per la seva capacitat per suportar una calor intensa (la temperatura mitjana és de 34 °C en el Dallol) com han acreditat vivint a la zona des de fa centenars d'anys.
La principal indústria del desert de Danakil és l'extracció de sal que encara es talla a mà en llosetes i es carrega en camells per al seu transport, sent habitual encara veure caravanes de camells fent el lent viatge pel desert. Presenta una variada flora i fauna, que inclou els ases salvatges somalis, una espècie en extinció.
Existeixen a la regió molts volcans, incloent l'Erta Ale (613 m) i el volcà Dabbahu (1442 m). El punt més profund del desert està en la depressió de Danakil, que arriba als 100 metres per sota del nivell del mar .
Al sud d'Eritrea, un equip d'investigadors ha trobat una sèrie de petjades que han identificat amb individus de l'espècie Homo erectus, i que tindrien uns 800.000 anys d'antiguitat. El seu estudi detallat pot proporcionar informació clau sobre l'evolució de la bipedestació fins a arribar a la nostra espècie.

## Geologia
El desert està damunt d'una esquerda en l'escorça terrestre, a una regió coneguda com l'infern a la terra, una gegantesca plana esquitxada de formacions de sal, sulfats i sofre l'activitat volcànica del qual és una de les més actives a tot el món. Això, unit a les altes temperatures que poden assolir els 60 °C, que fa pensar que aquest lloc no és apte per ser habitat.
No obstant això, aproximadament 130 000 persones van establir les seves llars a aquesta terra, totes de la tribu nòmada Àfar, que practiquen el comerç de la sal com a forma de vida. Viatgen de 15 a 20 km tots els dies per recollir llenya i arreplegar aigua, que bull a 90 °C. S'alimenten de la llet de cabres o camells i també de la seva carn. Treballen sobre el sòl més calent del planeta. Els vents són càlids i carregats de sorra. En aquesta terra viuen petits escorpins que només es veuen en la nit amb una llum especial.
Al volcà Dallol, el paisatge és impressionant, amb fonts ardents amb una gamma de colors brillants, que van del taronja al verd, passant pel blanc i el groc brillant, a causa del sofre i altres minerals. Aquestes formacions de minerals que eixen del interior de la terra creen un panorama que sembla d'un altre planeta.
En aquesta àrea desèrtica també es detecta una formació volcànica anomenat llac de lava, l'anomenat Erta Ale.
Aquest és el lloc que té el rècord de temperatura mitjana més alta en un lloc habitat a la Terra. Alguns científics i geòlegs estudien aquest entorn i com viuen allí animals i humans.

## Ecologia
L'ecoregió de Prats i matolls xeròfils etíops constitueix la faixa més costanera del desert de Danakil.
L'ecoregió de Prada muntanyesa i mont alt d'Etiòpia constitueix la zona interior del desert.
L'ecoregió de l'Erm muntanyès d'Etiòpia constitueix la zona interior i més alta del desert i ensems altiplà.

## Curiositats
- La National Geographic el va nomenar com el «lloc més cruel de la Terra» ("Cruelest Place on Earth").[4] La zona va ser objecte d'un documental de la BBC realitzat per Kate Humble.[5]